# Kasteel van Bonaguil
Het Kasteel van Bonaguil (Frans: château de Bonaguil) is een Frans kasteel in het grensgebied van Quercy en Périgord. Het ligt op het grondgebied van de gemeente Saint-Front-sur-Lémance maar is eigendom van de buurgemeente Fumel in het departement Lot-et-Garonne (Aquitanië). Het is geklasseerd als historisch monument sinds 1862.
Het kasteel werd gebouwd in de 13e eeuw maar volledig verbouwd op het einde van de 15e en 16e eeuw door Bérenger de Roquefeuil, die alle militaire verbeteringen toevoegde die bestonden op het einde van de middeleeuwen. Daardoor ontstond een parel van militaire architectuur van 7500 m².
De naam komt van bonne aiguille wat goede naald betekent en refereert aan de defensieve site: een steil, rotsachtig uitsteeksel, perfect om een kasteel op te bouwen.